# The Sermon on Exposition Boulevard
The Sermon on Exposition Boulevard je studiové album americké písničkářky Rickie Lee Jones. Vydáno bylo 6. února 2007 společností New West Records a na jeho produkci se podíleli Lee Cantelon, Peter Atanasoff a Rob Schnapf. Album je do značné míry inspirováno Cantelonovou knihou The Words. Zpěvačka uvedla, že se s albem snažila zpřístupnit učení Ježíše Krista lidem, kteří nechodí do kostela.

## Seznam skladeb
1. Nobody Knows My Name – 3:24
2. Gethsemane – 2:23
3. Falling Up – 4:39
4. Lamp of the Body – 2:57
5. It Hurts – 3:45
6. Where I Like It Best – 5:44
7. Tried to Be a Man – 3:44
8. Circle in the Sand – 3:29
9. Donkey Ride – 2:52
10. 7th Day – 3:59
11. Elvis Cadillac – 3:57
12. Road to Emmaus – 4:18
13. I Was There – 8:21

## Obsazení
- Rickie Lee Jones – zpěv, kytara, klávesy, syntezátor, perkuse, xylofon, prstní činelky, elektrické piano, dulcimer, tamburína
- Bernie Larsen – kytara, bicí, syntezátor, perkuse, zpěv
- Pete Thomas – kytara
- Rob Schnapf – kytara
- Steve Abagon – kytara
- Peter Atanasoff – kytara, úd, doprovodné vokály
- Joey Maramba – baskytara
- Jay Bellerose – bicí
- Joey Waronker – bicí
- Lee Cantelon – doprovodné vokály
- Jonathan Stearns – trubka